# 卡西比爾停戰協定
卡西比爾停戰協定（Armistice of Cassibile，意大利语：Armistizio di Cassibile，或简称l'Armistizio）是第二次世界大戰中義大利王國和同盟国在西西里島卡西比爾簽訂的停戰協議，议定意大利向盟军投降。协议签订于1943年9月3日，此时盟军已登陆意大利，意大利首相墨索里尼已被弹劾，巴多格里奥代理首相。

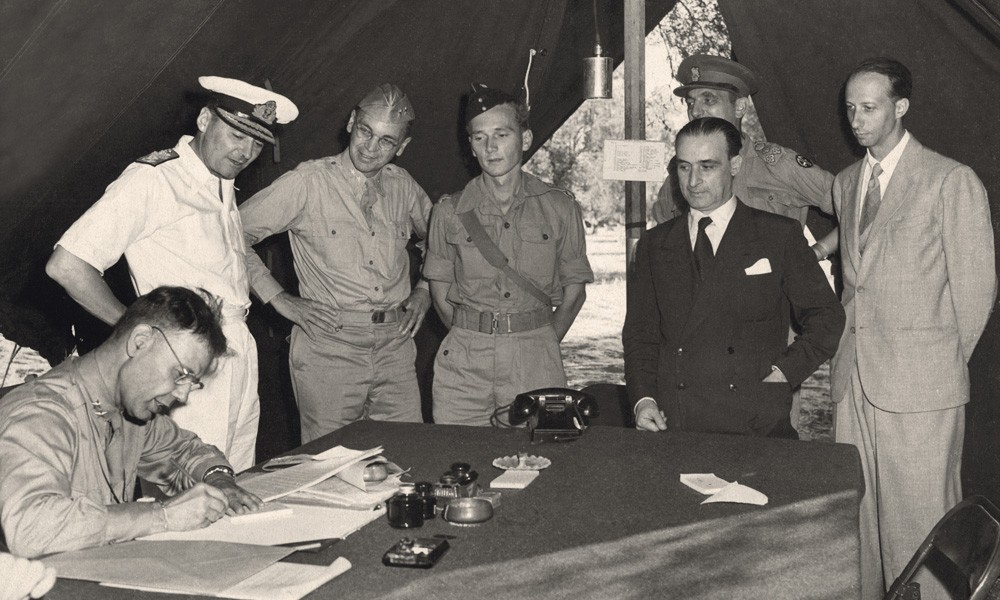
意大利投降，兩位意大利代表（穿西裝者）見證英美將領簽訂停戰協議

## 背景
1943年春天由於義大利在軍事上的形勢日益惡劣，接連失去意屬利比亞和突尼西亞及人民對義大利法西斯黨的信任，義大利國王維托里奧·埃馬努埃萊三世認為貝尼托·墨索里尼要為當時義大利的不利處境負上責任，在多次考慮後，國王決定開始尋求和平及希望罷免墨索里尼的首相職務。
為了實行此計劃國王要求迪诺·格兰迪參與計劃，格蘭第是法西斯黨內一個領導成員，年輕時他曾被考慮取代墨索里尼的位置作為法西斯黨的領袖，國王亦因為受格蘭第的言語影響，因他說將會改變法西斯黨，其他遊說者，包括佩特羅·巴多格里奥元帥，都建議罷免墨索里尼的首相職務。
密謀計劃及後加入另一名法西斯黨高層成員及文化部長朱塞佩·博塔伊和法西斯黨第2號人物及墨索里尼女婿加莱阿佐·齐亚诺，共謀者想出聯合法西斯大委員會以提出由國王直接控制國內政治，根據大委員會的決議，1943年7月23日墨索里尼被押解會見國王及被罷免首相職務，會面之後，墨索里尼被憲兵隸捕及被押解往薘扎島，巴多格里奥被任命為首相，他向格蘭第保證墨索里尼已被另一名將領恩端可·卡維利亞元帥拘捕。巴多格里奥宣佈他不會改變義大利在戰爭中站在德國一邊一同作戰的政策，但是，他實質推動薩伏依王室(義大利王室)走向和平，他通過一些方式向盟國尋求停戰。

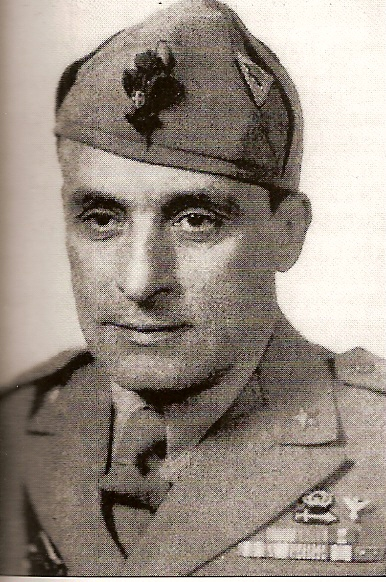
朱塞佩·卡斯特拉諾將軍

## 走向簽訂和約
3名義大利將領（包括朱塞佩·卡斯特拉諾將軍）分別到達里斯本，目的是與盟國接觸投降事宜，不過盟國首先要了解哪一位才有權力與盟國談判，最後卡斯特拉諾將軍被授權談判義大利投降事宜，盟國方面的代表分別是英國駐葡萄牙大使當奴·甘寶、艾森豪威爾將軍派出的兩名將領：美國的沃爾特·比德爾·史密斯中將及英國的肯尼斯·史莊將軍。
當初盟國對義大利投降的建議不太高興，打擊軸心國的軍事上的行動已獲成功及義大利的投降只是時間問題，德國的投降也是意料之中，義大利停戰反而令盟國的獲益減少。
另外義大利的投降亦引申其他問題，特別是美國希望避免在戰後由英國托管義大利，因為這會令英國完全控制地中海（包括控制石油貿易航道）。
8月27日卡斯特拉諾返回義大利，3天後，根據英國駐梵蒂岡大使的建議，巴多格里奧應同盟國的要求在西西里島與盟國會面。

## 條件
巴多格里奧仍然考慮是否能爭取一些有利的條件交換投降，他命令卡斯特拉諾堅持任何義大利的投降都是盟軍登陸義大利本土的附帶條款（盟軍當時還只是控制西西里島及附近細微的島嶼），他還希望能知道盟軍的軍事計劃內容，但他知道這是不可能，因為戰爭還在繼續及盟軍人員什麼也不能做而拒絕了他的要求。
8月31日卡斯特拉諾將軍乘坐飛機前往西西里島的泰爾米尼·伊梅雷塞市，之後再轉往錫拉庫薩市的卡西比萊鎮（Cassibile），雙方的談判一開始便有一些分岐，卡斯特拉諾要求盟軍協防，因義大利在簽約後可能遭到德意志國防軍的報復攻擊，但他只得到含糊的承諾，包括派出一個空降師在羅馬空降，而且這些行動在停戰協定簽定時同時進行，而不是如義大利所想的，在簽字前進行。
翌日卡斯特拉諾返回義大利後受到巴多格里奧及其隨行人員迎接，外交部長Raffaele Guariglia表示盟國的條件可以接受，其他將領則有所保留，因在羅馬附近的軍隊缺乏燃料及裝備，因此停戰要被延遲，巴多格里奧在會議中沒有作出決定，下午他進宮會見國王，國王亦接受停戰條件。

## 簽訂和約
一份確認電報被拍發到盟軍，但是電報內容卻被德軍截獲，德國已懷疑自己最親密的盟友義大利獨自尋求停戰，德國联絡巴多格里奧，他重申義大利忠於與德國的聯盟，他的再保證不能令德國相信，因此德意志國防軍制訂了一份計劃（軸心行動），萬一義大利政府真是倒向盟國，德軍立即南下佔領義大利。
9月2日卡斯特拉諾接到確定接受盟國的條件後，動身前往卡西比莱，他沒有由政府首領巴多格里奧發出的書面授權書，巴多格里奧希望將他的國家從戰敗的邊緣中拯救出來。
簽字儀式在9月3日下午2時開始，卡斯特拉諾代表巴多格里奧及比德爾·史密斯代表艾森豪威爾，在最後一刻的由500架轟炸機空襲羅馬：這是艾森豪威爾威懾義大利政府以加快停戰進程，後由盟軍中的英國代表莫里斯·哈羅德·麥美倫通知亨利·梅特蘭·威爾遜將軍，停戰協議已經簽定。
簽字後卡斯特拉諾才知道還有一條附加條件，這條件是由甘寶將軍在8月31日向另一名義大利將領Zanussi提出的，比德爾·史密斯向卡斯特拉諾解釋這些附加條件只會在義大利站在盟國一邊對德國作戰才會有效。
同一天下午，巴多格里奧向義大利海陸空三軍大臣及國王的代表作出簡報，不過他沒有說明已經簽署了停戰協議，只向他們說談判仍在繼續。
9月3日加拿大軍隊在卡拉布里亞最南端登陸，宣佈停戰後的第2天盟軍在薩萊諾（雪崩作戰）及塔蘭托（鬧劇行動）登陸。

### 意大利殖民帝國的覆滅
停戰協議在9月8日被公佈時，大部份義大利軍隊仍然不知道關於停戰事宜，國王連同皇室家族及巴多格里奧從羅馬逃走，走進盟軍戰線後走避，沒有任何命令傳達下來指示如何面對德軍，義大利軍隊由於沒有指令，因而崩潰及被解除武裝，因此德軍沒有遇到意軍抵抗，大部份義大利北部仍未被盟國控制，德國遂發動軸心行動，駐守在南歐和意大利半島的德軍接管了意大利北部和意大利軍事控制下的法國南部、科西嘉島、希臘國、傀儡政權黑山軍政府、意屬阿爾巴尼亞和克羅地亞獨立國西部，9月10日德軍佔領了羅馬，在橡樹行動中獲救的墨索里尼在薩羅建立了傀儡政权意大利社會共和國，繼續和盟軍对持。意大利的保護國克羅地亞獨立國亦趁意大利王國陷入混亂奪回意大利的達爾馬提亞省。
同時在亞洲，大日本帝國得知盟友意大利投降後，華北日軍隨即佔領了天津意租界和上海公共租界（1941年12月被日軍佔領）殘存的意大利界區，將租界內的意軍繳械，日本更给駐華意軍兩個選擇：投靠德國的傀儡政權薩羅共和國或被關入戰俘營(即投降)，大部份選擇繼續戰鬥，少部份则被關入戰俘營。日本稱此軍事事件為「九月意人降伏事變」。日本隨後將所有意大利租界交還給汪精衛國民政府。

### 引用
1. ↑  Leo Marks. . London: HarperCollins. 1998. chapter 47. ISBN 0-00-255944-7.

### 來源
书籍
- Aga Rossi, Elena. . Bologna. 1993 （意大利语）.
- Bianchi, Gianfranco. . Milan. 1963 （意大利语）.

## 外部連結
- （意大利文） Il diario del generale Giuseppe Castellano, La Sicilia, 8 settembre 2003
- （意大利文） 8 Settembre 1943, l'armistizio Centro Studi della Resistenza dell'Anpi di Roma
- The Avalon Project at Yale Law School: Terms of the Armistice with Italy; September 3, 1943